# People's Choice Classic
La People's Choice Classic es un critérium de exhibición, no oficial de categoría .NE que forma parte del Tour Down Under que se lleva a cabo dos días antes del inicio de la carrera en Australia, la prueba se creó en el 2006 como parte de la fiesta alrededor de la carrera australiana en la que participan los ciclistas que inician el Tour Down Under.

## Palmarés
| Año  | Ganador           | Segundo              | Tercero             |
| ---- | ----------------- | -------------------- | ------------------- |
| 2006 | Robbie McEwen     | Daniele Colli        | Simone Cadamuro     |
| 2007 | Mark Renshaw      | Hilton Clarke        | Simon Clarke        |
| 2008 | André Greipel     | Mark Renshaw         | Robbie McEwen       |
| 2009 | Robbie McEwen     | Wim Stroetinga       | Graeme Brown        |
| 2010 | Gregory Henderson | Christopher Sutton   | André Greipel       |
| 2011 | Matthew Goss      | Mark Renshaw         | Robbie McEwen       |
| 2012 | André Greipel     | Edvald Boasson Hagen | Heinrich Haussler   |
| 2013 | André Greipel     | Matthew Goss         | Gregory Henderson   |
| 2014 | Marcel Kittel     | André Greipel        | Caleb Ewan          |
| 2015 | Marcel Kittel     | Juanjo Lobato        | Wouter Wippert      |
| 2016 | Caleb Ewan        | Giacomo Nizzolo      | Adam Blythe         |
| 2017 | Caleb Ewan        | Sam Bennett          | Peter Sagan         |
| 2018 | Peter Sagan       | André Greipel        | Caleb Ewan          |
| 2019 | Caleb Ewan        | Peter Sagan          | Alexander Edmondson |
| 2020 | Caleb Ewan        | Elia Viviani         | Simone Consonni     |
| 2023 | Caleb Ewan        | Jordi Meeus          | Kaden Groves        |
| 2024 | Jhonatan Narváez  | Natnael Tesfatsion   | Isaac Del Toro      |
| 2025 | Samuel Welsford   | Henri Uhlig          | Matthew Brennan     |

## Palmarés por países
| País          | Victorias |
| ------------- | --------- |
| Australia     | 7         |
| Alemania      | 5         |
| Nueva Zelanda | 1         |
| Eslovaquia    | 1         |
| Ecuador       | 1         |